# تپه ایران یازی کوچک
تپه ایران یازی کوچک مربوط به دوران پیش از تاریخ ایران باستان - دوران‌های تاریخی پس از اسلام است و در شهرستان آبیک، روستای حسن‌آباد واقع شده و این اثر در تاریخ ۱۷ اسفند ۱۳۸۱ با شمارهٔ ثبت ۷۶۸۱ به‌عنوان یکی از آثار ملی ایران به ثبت رسیده است.